# Lý Quốc Lập
Lý Quốc Lập (chữ Hán: 李国立, bính âm: Li Guo Li, sinh ngày 26 tháng 12 năm 1958). Ông là đạo diễn, nhà sản xuất phim người Trung Quốc. Hiện nay, ông là nhà sản xuất, đạo diễn chính của hãng phim Thượng Hải Đường Nhân. Ông cũng từng là một đạo diễn, nhà sản xuất lừng danh của TVB.

## Các phim đã đạo diễn
- Mộng Hồi Đại Thanh (2019)
- Tam sinh tam thế thập lý đào hoa (2017)
- Tinh nguyệt truyền kỳ (2012)
- Hiên Viên kiếm (2012)
- Mộng hồi Lộc Đỉnh ký (2011)
- Bộ bộ kinh tâm (2011)
- Quái hiệp Nhất Chi Mai (2010)
- Thiên nhai chức nữ (2010)
- Mộng Ảo Tru Tiên (2009)
- Tiên kiếm kỳ hiệp 3 (2009)
- Anh hùng xạ điêu (2008)
- Liêu Trai kỳ nữ (2007)
- Thiếu niên Dương gia tướng (2006)
- Đừng yêu tôi (2006)
- Thiên ngoại phi tiên (2006)
- Thư kiếm ân cừu lục (2002)
- Tuyệt đại song kiêu (1999)
- Nghĩa bất dung tình (TVB, 1989)
- Thư kiếm ân cừu lục (TVB, 1987)
- Thiên Long bát bộ (TVB, 1982)
- Hương Thành lãng tử (TVB, 1982)
- Mẹ chồng nàng dâu (TVB, 2016)

## Các phim đã sản xuất
- Liêu trai chí dị (2005)
- Tiên kiếm kỳ hiệp (2005)
- Bồ công anh (2003)
- Dương môn nữ tướng (2001)
- Bảo liên đăng (2000)
- Bốn mươi tuổi đời một mái ấm (TVB, 1995)
- Số phận kẻ siêu phàm (TVB, 1994)
- Mối tình Thượng Hải (TVB, 1994)
- Thiên tuế tình nhân (TVB, 1993)
- Đồ thư quán (TVB, 1993)
- Xung thiên tiểu tử (TVB, 1992)
- Kỳ tình tiểu nam nhân (TVB, 1992)
- Nghĩa khí anh hùng (TVB, 1992)
- Cơn bão màu xanh (TVB, 1991)
- Cô gái vô tư (TVB, 1990)
- Người tình Di Hương (TVB, 1990)
- Đốt cháy năm tháng (TVB, 1990)
- Giờ phút lãng mạn (TVB, 1989)